# Komuna e Qelëzës
Komuna e Qelëzës är en kommun i Albanien.   Den ligger i prefekturen Qarku i Shkodrës, i den norra delen av landet, 90 km norr om huvudstaden Tirana. Komuna e Qelëzës ligger vid sjön Liqeni i Komanit.
Trakten runt Komuna e Qelëzës består till största delen av jordbruksmark.  Runt Komuna e Qelëzës är det ganska glesbefolkat, med 27 invånare per kvadratkilometer.